# Glenn F. McConnell

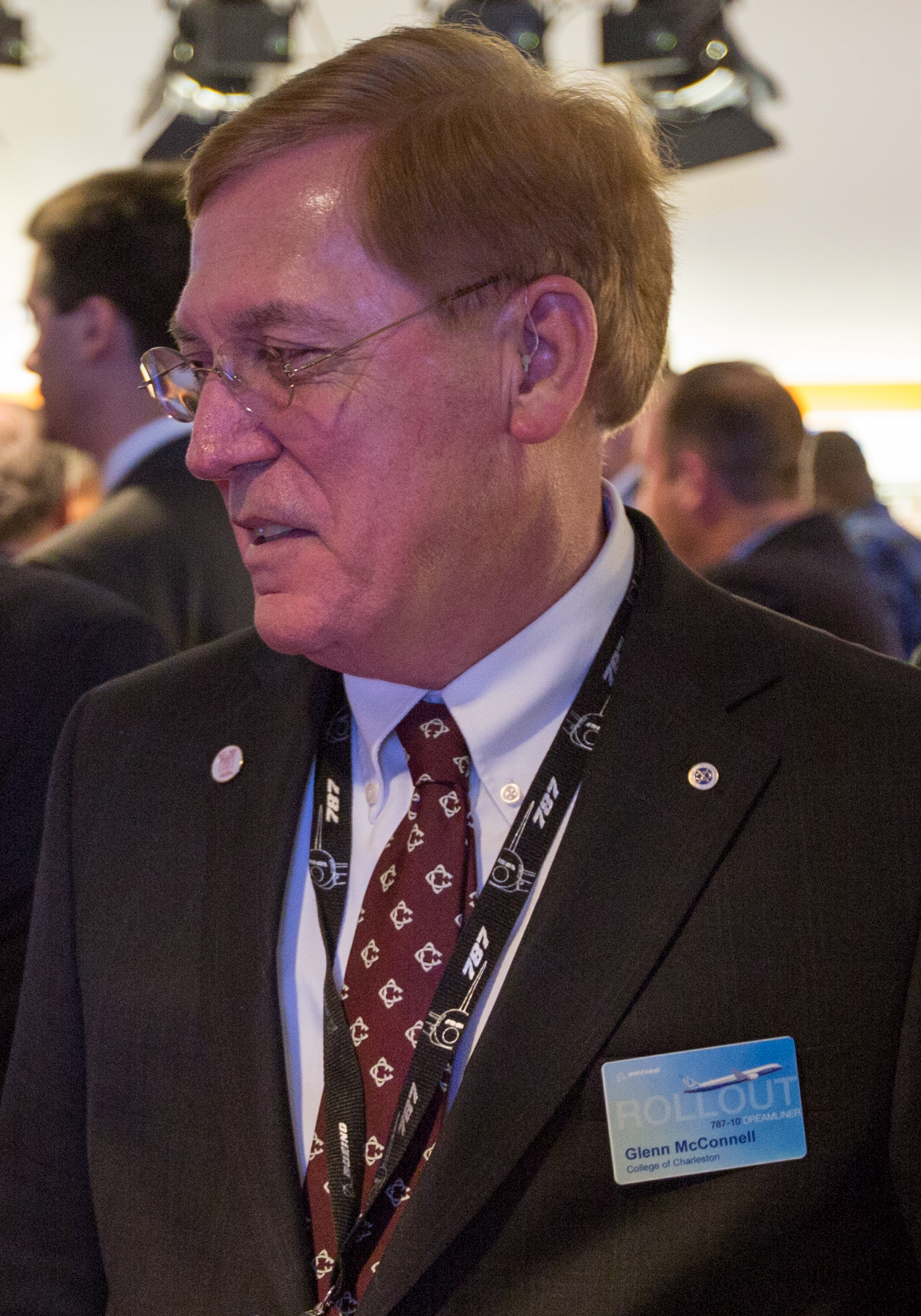
Glenn F. McConnell

Glenn F. McConnell (* 11. Dezember 1947 in Charleston, South Carolina) ist ein US-amerikanischer Politiker. Zwischen 2012 und 2014 war er Vizegouverneur des Bundesstaates South Carolina.

## Werdegang
Im Jahr 1965 absolvierte Glenn McConnell die High School. Anschließend besuchte er das College of Charleston und dann die University of South Carolina, wo er bis 1972 Jura studierte. Für einige Zeit arbeitete er als Rechtsanwalt. Dann gab er diesen Beruf auf, um sich dem Familienunternehmen CSA Galleries zu widmen. Dieses befasst sich mit dem Handel von Erinnerungsstücken aus der Zeit der Konföderierten Staaten. Er war auch Miteigentümer der Firma The Wild House LTD.
Politisch schloss sich McConnell der Republikanischen Partei an. Zwischen 1978 und 1982 war er deren Bezirksvorsitzender. In den Jahren 1980, 1984 und 1988 nahm er als Delegierter an den jeweiligen Republican National Conventions teil, auf denen Ronald Reagan sowie später George Bush als Präsidentschaftskandidaten nominiert wurden. Von 1981 bis 2012 saß er im Senat von South Carolina, dessen President Pro Tempore er im Jahr 2012 war. Nach dem Rücktritt von Vizegouverneur Ken Ard, der wegen finanzieller Vergehen unter Anklage stand, musste McConnell als President Pro Tempore des Staatssenats entsprechend der Verfassung das freigewordene Amt übernehmen. Dieses übt er seit dem 13. März 2012 aus. Damit ist er Stellvertreter von Gouverneurin Nikki Haley und formaler Vorsitzender des Staatssenats.
Am 22. März 2014 wurde Glenn McConnell in einer umstrittenen Wahl zum Präsidenten des College of Charleston gewählt. Daraufhin hat er erklärt, sich in Zukunft dieser Aufgabe zu widmen und 2014 keine Wiederwahl in das Amt des Vizegouverneurs anzustreben. Außerdem trat er im Juni 2014 vorzeitig vom Amt des Vizegouverneurs zurück um sein neues Amt in Charleston anzutreten.